# Xbox One
La Xbox One est une console de jeux vidéo de huitième génération développée par Microsoft. Dévoilée le 21 mai 2013, elle succède à la Xbox 360 et se place en concurrence frontale avec la PlayStation 4 de Sony, et plus indirectement avec la Wii U puis la Switch de Nintendo. Elle est disponible le 22 novembre 2013 dans treize pays et en septembre 2014 dans vingt-six autres pays. D'abord uniquement commercialisée avec Kinect, Microsoft propose la console seule à partir du 9 juin 2014.
Dotée d'un processeur AMD, la machine est équipée d'un lecteur Blu-ray ou Blu-ray Ultra HD et d'un disque dur inamovible de 500 Go, 1 To ou de 2 To suivant les modèles, visant à en faire un système de divertissement intégré. L'intégration du périphérique Kinect permet à la console de répondre aux commandes vocales ou aux mouvements dictés par l'utilisateur et d'être associé à une fonctionnalité de visioconférence. Kinect est vite oublié du grand public et est proposé en option, ce qui baisse le prix de la console et beaucoup d'acheteurs choisissent d'acheter la console sans Kinect pour le prix plus bas.
Lors de l'E3 2016, la Xbox One S est présentée. 40 % plus petite et légèrement plus puissante que la Xbox One classique, la Xbox One S possède un lecteur Blu-Ray Ultra HD, un bloc d'alimentation interne, et peut désormais être posée à la verticale. Elle sort le 2 août 2016. Lors de l'E3 2017, la Xbox One X est présentée : elle est capable d'afficher de l'Ultra HD native. Elle sort le 7 novembre 2017.
En juillet 2020, Microsoft annonce la fin de production de la Xbox One X ainsi que de la Xbox One S All-Digital Edition, tandis que la Xbox One S continue quant à elle d'être produite jusqu'à fin 2020. La gamme Xbox Series lui succède en novembre 2020.

## Histoire

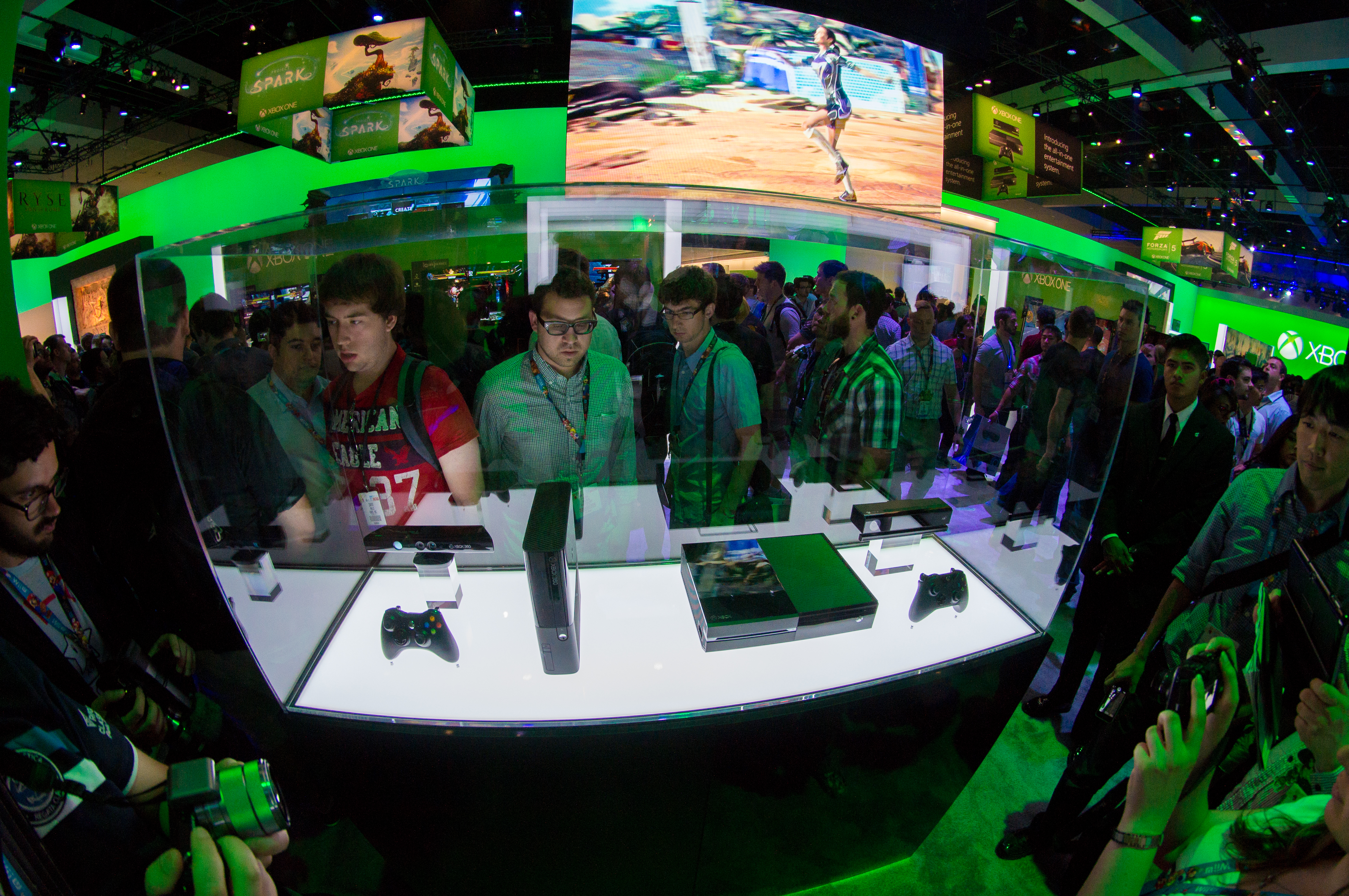
La Xbox One présentée à l'E3 2013.

Le kit de développement de la console porte le nom de code Durango. La version définitive, nommée Xbox One, est officiellement présentée le 21 mai 2013 lors d'une diffusion en direct organisée par Microsoft. Microsoft a commercialisé l'appareil comme un "système de divertissement tout-en-un", d'où le nom "Xbox One" ("all in one" en anglais). Des détails et des informations supplémentaires sont présentés lors d'une nouvelle conférence, le 10 juin 2013 à l'occasion de l'E3 2013, plus tard, lors du salon la console est jouable par le public.
La machine répond aux commandes vocales dictées par l'utilisateur. C'est durant la première présentation de la console, le 21 mai 2013, que la démonstration en est faite par Yusef Mehdi, vice-président de la branche Microsoft Interactive dédiée au divertissement, qui, en énonçant « Xbox on », puis « Xbox, go home », met la console en marche puis revient au menu principal après avoir navigué dans son interface.
Parallèlement, lors d'un événement à Londres pour fêter l'annonce de la Xbox One, le responsable commercial anglais de Microsoft précise que le nouveau modèle du périphérique Kinect doit nécessairement être connecté pour que la console puisse fonctionner.
Lors de la conférence de présentation de la console, Microsoft annonce qu'un accès à internet est requis. Ainsi, passé un délai de vingt-quatre heures sans avoir été connectée, la console ne serait plus en mesure de lire et exécuter les jeux. Concernant les jeux d'occasion, les jeux pourraient être revendus dans des « boutiques partenaires ». Microsoft annonce ne pas en taxer directement la revente, mais laisse la possibilité aux éditeurs tiers de pouvoir appliquer une telle politique. Pour ce qui est du partage, il ne serait possible de donner un jeu qu'une seule fois, et à une personne que le joueur aura eu dans sa liste d'amis pendant une période d'au moins trente jours. Microsoft assure que « jusqu'à dix membres de la famille pourront jouer à votre ludothèque partagée ».
Finalement, après de nombreuses critiques et face à une concurrence qui n'applique pas une politique similaire, Microsoft est contraint de faire machine arrière le 19 juin 2013 en annulant toutes ces contraintes, avec comme objectif de revenir aux standards de la Xbox 360,. Un patch apporté par une mise à jour du système est nécessaire pour retirer les DRM et la connexion obligatoire a internet.
Un mois plus tard, Microsoft, souhaitant se rapprocher des éditeurs indépendants, déclare (par le biais de Marc Whitten) que la nécessité de s'associer à un éditeur agréé pour publier un jeu vidéo pour la Xbox One est annulé. De plus, toutes les consoles vendues dans le commerce pourront servir de kit de développement. Pour finir, Marc Whitten annonce qu'il n'y a pas de limite sur les types de jeux qui peuvent être créés. La console est sortie en France, Allemagne, Royaume-Uni, Irlande, Espagne, Italie, Autriche, États-Unis, Canada, Brésil, Mexique, Australie et Nouvelle-Zélande le 22 novembre 2013, puis au Japon et dans vingt-cinq autres pays en septembre 2014.
En juin 2015, lors de l'E3 2015, Microsoft présente plusieurs choses dont différents jeux, une nouvelle manette (Elite) pour les joueurs exigeants, la rétrocompatibilité avec les jeux Xbox 360, Xbox Game Preview (Permettant d'essayer des jeux en avant-première), un partenariat avec Oculus Rift.
Lors de l'E3 2016, Microsoft présente différents jeux, le Xbox Play Anywhere (possibilité de démarrer une partie sur PC et la finir sur Xbox et vice-versa), un programme (Xbox Design Lab) permettant de customiser selon les souhaits une manette Xbox One (Manette Xbox One Elite est non compris) et la confirmation de Project Scorpio (Qui sera plus tard, Xbox One X).
Lors de l'E3 2017, Microsoft présente différents jeux, son Project Scorpio sous le nom de Xbox One X, la rétrocompatibilité avec les jeux de la 1re Xbox sur Xbox One, la possibilité de jouer à Minecraft avec les joueurs de différentes plateformes (Nintendo Switch, Xbox, PC et mobiles WP/W10M, Android et iOS, mais pas sur PS4 à la suite du refus de Sony du cross-platform pour raisons commerciales), un package graphique 4K pour Minecraft.

## Modèles

### Modèle original

#### Design
La Xbox One est caractérisée par un design sobre et anguleux évoquant un boitier multimédia. Elle est de couleur noire avec des surfaces brillantes et mates. La console doit être installée en position horizontale. En façade, la console présente deux boutons tactiles, l'un pour l'allumage, l'autre pour l’ouverture du lecteur Blu-ray de type mange-disque,. La console pèse 3,2 kg avec des dimensions de 34,4 × 26,3 × 8 cm.

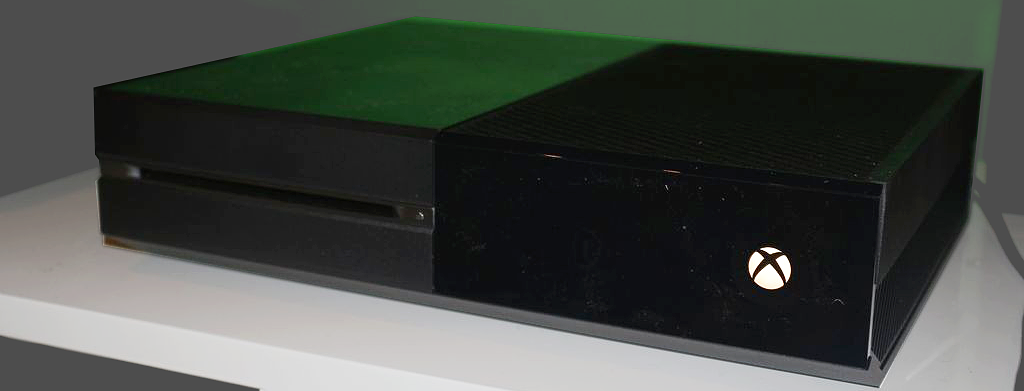
Design de la Xbox One.

#### Architecture matérielle
La console affiche les spécificités suivantes,, :
- un processeur AMD Jaguar 8 cœurs cadencé à 1,75 GHz avec jeu d'instructions x86-64 ;
- un processeur graphique AMD de type Radeon HD 7000 à 853 MHz, avec 12 cœurs, où chaque cœur embarque 64 unités de calcul pour un total de 768 unités de calcul (shaders), délivrant 1,31 Teraflops. Le processeur est basé sur l'architecture Graphics Core Next (GCN) qui supporte OpenGL 4.3, OpenCL 1.2 et Direct3D 11.2 ;
- 32 Mo de mémoire embarqué (eSRAM) ayant un débit maximal de 204 Go/s[30] ;
- ces 3 composants sont intégrés sur la même puce pour un total de cinq milliards de transistors, gravé sur une puce de 363 mm2 en 28 nm par TSMC ;
- une mémoire vive unifiée de 8 Go DDR3 à 2 133 MHz ayant un débit de 68,3 Go/s[31] (dont 3 Go réservés pour le système d'exploitation et 5 Go pour les jeux) + 32 Mo d'eSRAM soit un débit total de 192 Go/s[32].
- un lecteur Blu-ray ;
- un disque dur inamovible de 500 Go[33] ou 1 To, une mémoire flash de 8 Go (NAND) ;
- 3 ports USB 3.0 (dont un sur le côté gauche) ;
- norme Wi-Fi 802.11b/g/n, Wi-Di et Bluetooth 2.1 ;
- une prise Ethernet 1000BASE-T ;
- 2 ports HDMI 1.4 (une entrée et une sortie).

La définition des jeux vidéo n'est pas la même pour tous, certains tournent en 1080p alors que d'autres tournent en 900p, 720p ou utilisent un système de résolution dynamique. Toutes ces résolutions sont mises à l'échelle en résolution 1080p à la sortie. Les photos et les vidéos sont quant à elles lues en 4K (2160p), si le format original est compatible. Le disque dur n'est pas amovible, sous peine de rompre la garantie ; il est toutefois possible de brancher des disques durs externes sur les ports USB 3.0.
Un modèle équipé d'un disque dur de 500 Go est disponible au lancement de la console, en novembre 2013. Microsoft annonce le 13 mai 2014 la sortie de la console sans Kinect pour le 9 juin 2014. Ce pack permet de s'aligner sur le prix de la PlayStation 4. Fin 2014, un modèle aux couleurs de la licence Call of Duty, équipé d'un disque dur de 1 To, est commercialisé. Lors de l'E3 2015, une nouvelle version équipée d’un disque dur de 1 To est présentée ; elle est disponible à partir du 16 juin.
En collaboration avec Seagate, Microsoft sort des disques durs externes de 2 ou 4 To.

### Xbox One S

Logo de la Xbox One S.

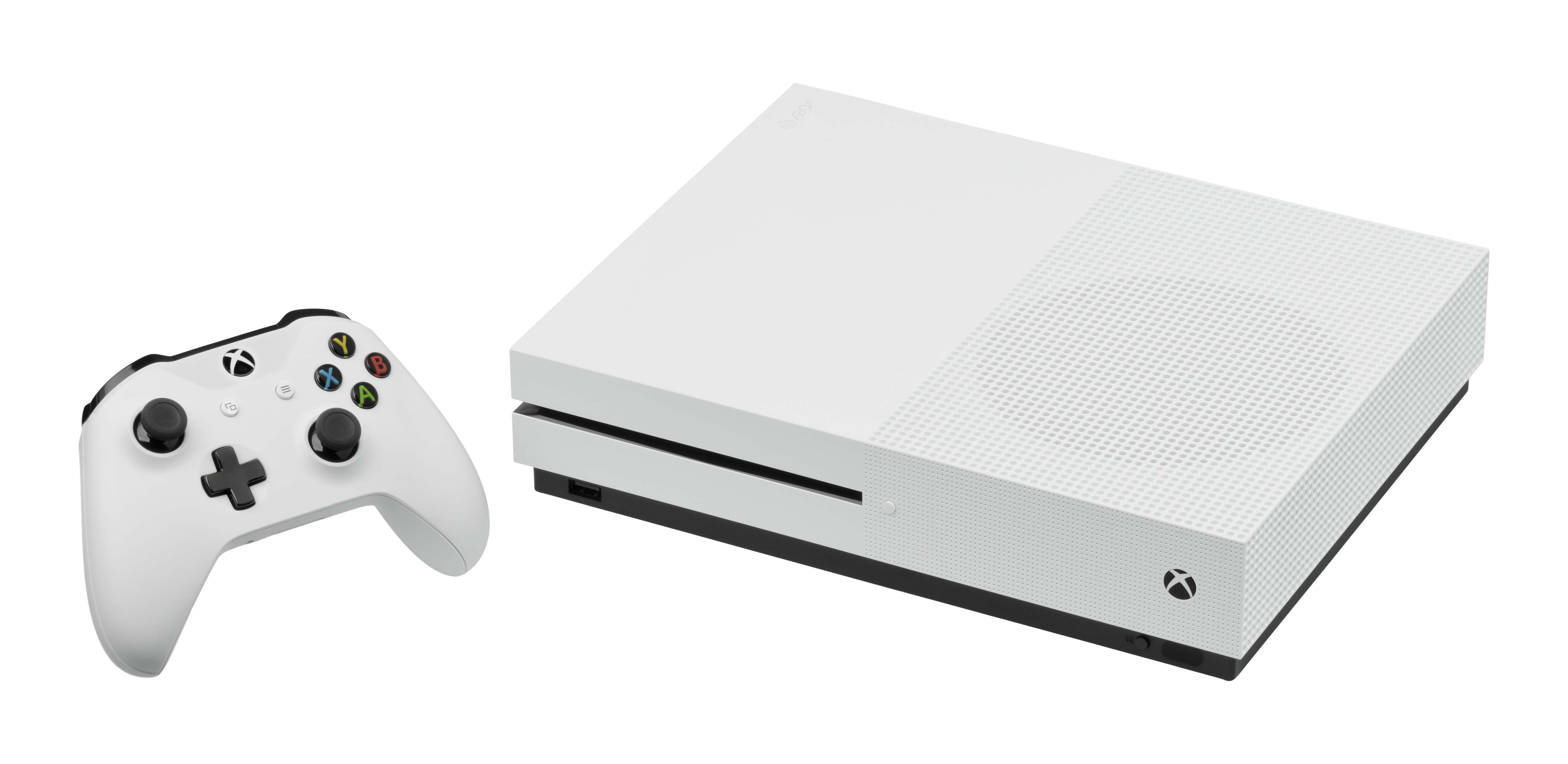
La Xbox One S, présentée à l'E3 2016.

Lors de l'E3 2016, la firme Xbox présente une nouvelle version de la Xbox One, une slim baptisée la Xbox One S. Cette nouvelle machine est 40 % plus petite que la Xbox One originale et propose un modèle équipé d'un disque dur de 2 To de stockage. Cette nouvelle console est en rivalité avec la PS4 Slim de Sony. Elle peut également supporter la vidéo au format Ultra HD, intègre un nouveau lecteur Blu-ray Ultra HD et comporte un mode HDR 10. Elle supporte également l'upscaling des jeux initialement conçus en résolution plus basse (900 p et 1 080 p). Elle est disponible depuis le 2 août 2016 pour 399 $ pour le modèle 2 To ; le 22 septembre 2016, un modèle 500 Go est vendu 299 dollars et un modèle 1 To, 349 dollars sur le marché américain.
Contrairement à la Xbox One originale, la Xbox One S ne comporte pas de bloc d'alimentation externe mais celui-ci se trouve dans la console elle-même. Cette nouvelle machine peut être posée à la verticale, tout comme la PlayStation 4.

#### Comparaison technique avec la Xbox One classique
|                | Xbox One                                       | Xbox One S                                     |
| -------------- | ---------------------------------------------- | ---------------------------------------------- |
| CPU            | AMD Jaguar 8 cœurs à 1,75 GHz                  | AMD 8 cœurs à 1,75 GHz                         |
| GPU            | 12 unités de calcul à 853 MHz (1,31 téraflops) | 12 unités de calcul à 914 MHz (1,4 téraflops)  |
| RAM            | 8 Go DDR3 + 32 Mo de mémoire embarquée (eSRAM) | 8 Go DDR3 + 32 Mo de mémoire embarquée (eSRAM) |
| Bande passante | 68 Go par seconde (204 Go/s eSRAM)             | 68 Go par seconde (204 Go/s eSRAM)             |
| HDD            | 500 Go, 1 To                                   | 500 Go à 2 To                                  |

La Xbox One S est plus puissante que la Xbox One, avec 0,09 téraflops de plus pour la Xbox One S. Elle a une puissance de calcul de 853 MHz à 914 MHz. Ainsi, des performances plus stables sont notables sur la Xbox One S. Aussi, le processeur de la Xbox One classique est gravé en 28 nanomètres contre 16 nanomètres avec la nouvelle Xbox One S, permettant de meilleures performances et économies d'énergie (permettant par la suite de réduire la puissance de l'alimentation et de l'intégrer en interne). Elle fonctionne aussi avec un son Dolby Atmos.

### Xbox One X

Logo de la Xbox One X.

Lors de l'Electronic Entertainment Expo 2016 (E3 2016), aux côtés de la Xbox One S, Microsoft présente le « Project Scorpio », une console censée sortir à la fin de l'année 2017. Project Scorpio sera la console la plus puissante au monde capable d'afficher de l'Ultra HD native et possède 6 Teraflops de puissance graphique. Project Scorpio (Scorpio est le nom du processeur de cette nouvelle Xbox) est officiellement présenté lors de l'E3 2017. Elle porte le nom officiel de Xbox One X. Microsoft annonce qu'elle sera disponible le 7 novembre 2017 au prix de 499 €,.
Tous les accessoires et les jeux qui fonctionnent sur Xbox One et Xbox One S fonctionnent sur Xbox One X. Microsoft mise sur plusieurs jeux afin d'appuyer l’argument principal « Xbox One X est capable d'afficher de l'Ultra HD native », comme Forza Motosport 7 ou State of Decay 2. La Xbox One X est également la console de marque Xbox la plus puissante, mais aussi la plus petite jamais créée. Par contre, une des plus lourdes avec 3,8 kg contre 2,9 kg pour la Xbox One S ou 3,5 kg pour la Xbox One classique.
|                | Xbox One X                                       | Xbox One S                                                                               | PS4 Pro                                                                          |
| Processeur     | AMD 8 cœurs modifié à 2,3 GHz                    | AMD 8 cœurs à 1,75 GHz                                                                   | AMD 8 cœurs à 2,1 GHz                                                            |
| GPU            | 40 unités de calcul à 1 172 MHz (6 Teraflops)    | 12 unités de calcul à 914 MHz (1,4 Teraflops)                                            | 36 unités de calcul à 911 MHz (4,2 Teraflops)                                    |
| RAM            | 12 Go GDDR5 (dont 9 Go réellement pour les jeux) | 8 Go DDR3 (dont 5 Go libérés pour les développeurs) + 32 Mo de mémoire embarquée (eSRAM) | 8 Go GDDR5 + 1 Go DDR3 pour le système (dont 5 Go libérés pour les développeurs) |
| Bande passante | 326 Go/s                                         | 68 Go/s (204 Go/s eSRAM)                                                                 | 218 Go/s                                                                         |
| Disque dur     | 1 To                                             | 500 Go à 2 To                                                                            | 1 To                                                                             |

Microsoft annonce que la Xbox One X est « 40 % plus puissante que n'importe quelle console existant à ce jour ». Afin de refroidir les composants, Microsoft intègre pour la première fois dans une console une chambre à vapeur à refroidissement liquide. Également pour la première fois dans une console, les technologies Dolby Atmos, AMD FreeSync et Direct X12 sont intégrées à la Xbox One X. Dolby Atmos sera également compatible avec les Xbox One et Xbox One S par la suite,. FreeSync n'était jusque-là disponible que sur PC. L'implantation de DirectX 12 directement dans le processeur de la console permet notamment de réduire le nombre d'instructions à envoyer au processeur et d'augmenter son efficacité pour améliorer les performances des jeux utilisant cet API.

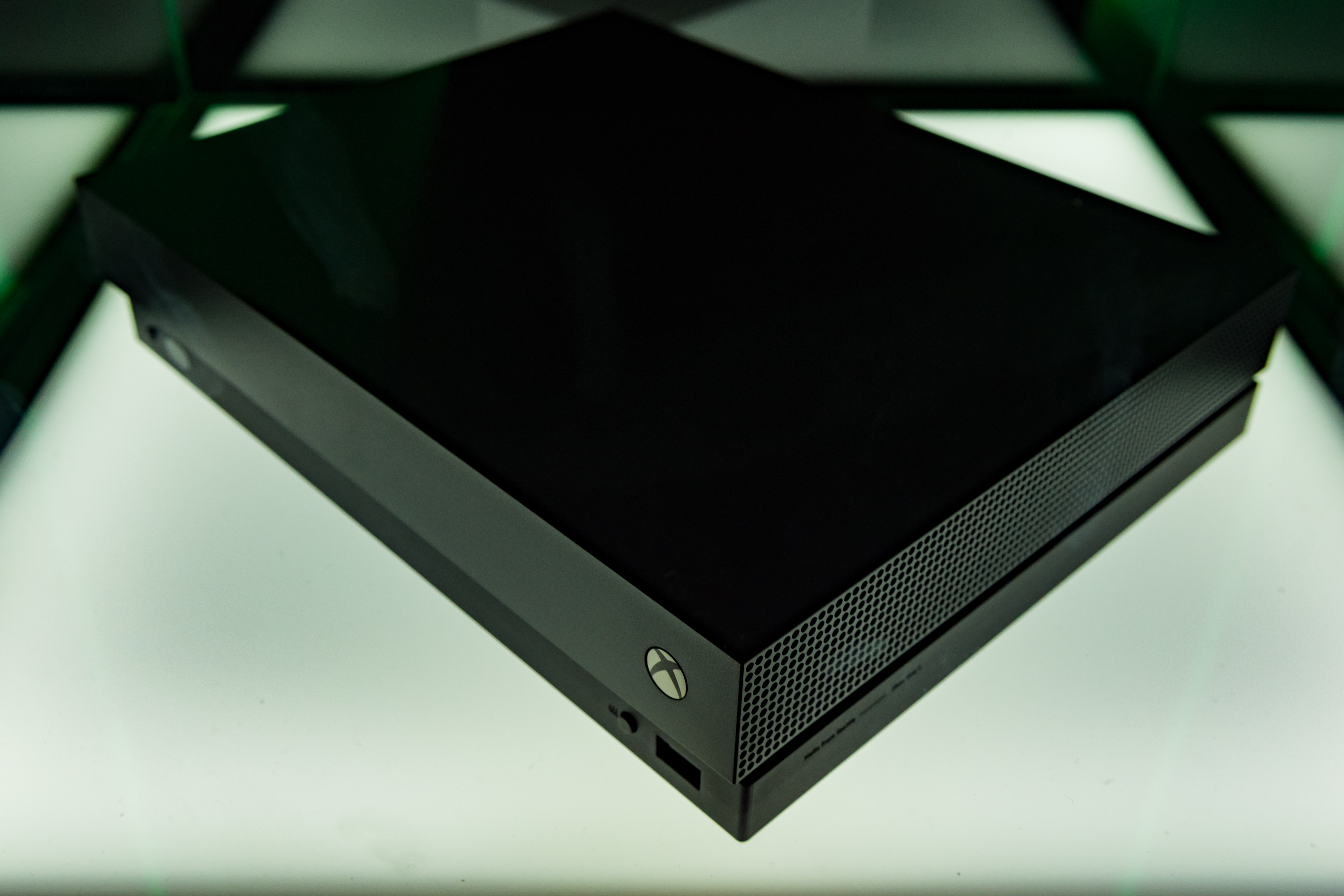
Xbox One X.

La Xbox One X est capable d'afficher de l'Ultra HD native (3840 x 2160 pixels) sur certains jeux. Elle est toutefois capable d'afficher de meilleures résolutions, ainsi que des fréquences d'image généralement plus stables que sa rivale, dû à son processeur plus puissant et à sa puissance de calcul plus élevée. La PS4 Pro n'affiche que rarement une vraie résolution Ultra HD, on parle souvent de rendu partiel (checkerboarding), de résolution 1080p, ou de 1440p (A noter que ces techniques s'appliquent aussi à certains jeux sur One X). La Xbox One X améliore également les graphismes en Full HD au niveau du système même à défaut de l'Ultra HD, ce que fait la PS4 Pro par choix des développeurs, via une mise à niveau d'une image de format supérieur vers un format plus petit (Suréchantillonnage). Un programme débuté par Microsoft pour la sortie de la console, nommé « Optimisé pour Xbox One X » sert d'indication aux consommateurs portant sur les jeux ayant reçu une attention particulière des développeurs pour introduire des fonctionnalités supplémentaires comme une résolution Ultra HD et/ou une meilleure fréquence d'image et/ou des effets visuels bonifiés (incluant le support de la HDR).
Un responsable de Xbox France, Hugues Ouvrard et le PDG de Xbox, Phil Spencer déclarent que « la Xbox One X est sans rivale ».
Une édition collector est annoncée lors de la Gamescom 2017. Cette édition se nomme Project Scorpio et fait référence au nom de code de la console révélé au grand public à l'E3 2016 au côté de la Xbox One S. Elle a la particularité de disposer d'un design légèrement différent et inclut d'office un support pour mettre en place la console en position verticale. Cette édition était disponible en précommande après son annonce, au même tarif que la Xbox One X classique (499 €). Elle n'est aujourd'hui plus disponible à la vente.

### Xbox One S All-Digital Edition
Elle est annoncée à l'E3 2019 et possède toutes les caractéristiques de la Xbox One S, excepté son lecteur de disque. Elle dispose d'un disque dur de 1 To. Elle sort finalement le 7 mai 2019 et est disponible au prix de 229 $ avec trois jeux dématérialisée intégré qui sont : Minecraft, Sea of Thieves et Forza Horizon 3.

## Accessoires officiels
Les accessoires de la Xbox 360 (manette, Kinect, etc.) sont incompatibles avec la Xbox One. Seuls les différents casques micro le sont via un adaptateur.

### Manette
La manette est assez similaire à celle de la Xbox 360, bien qu'elle adopte un design plus sobre et moins arrondi, avec un dos plus plat. Le compartiment pour les deux piles est intégré à la manette, offrant une plus grande surface pour positionner ses doigts. Les deux gâchettes sont équipées de vibration, elles peuvent vibrer indépendamment de la manette et l'une de l'autre. Microsoft a annoncé que les deux sticks analogiques et la croix directionnelle ont gagné en sensibilité et en précision. Huit manettes peuvent être connectées simultanément.
Le design de la manette a été conçu de façon à améliorer le confort de jeu pendant les longues heures de prise en main. Lors de son test par Gamekult à l'occasion de l'E3 2013, le journaliste William Audureau considère la manette comme étant la meilleure du marché, avançant les progrès significatifs qui ont été menés pour améliorer le confort de jeu, et soulignant le nouveau revêtement de la console et ses matériaux qu'il qualifie de haut de gamme.
À l'occasion de l'E3 2015, Microsoft a annoncé une version améliorée de sa manette nommée élite. Cette manette est dotée d'un design encore plus haut de gamme que la manette de base ; en effet, les gâchettes et la partie destinée à la charge de cette dernière sont en métal ainsi que les sticks analogiques et la croix directionnelle. Elle dispose de sticks plus précis, de palettes à l'arrière et d'accessoires de personnalisation, on peut en effet changer les sticks analogiques concaves de base par des sticks en forme de dôme ou des sticks concaves plus hauts que ceux de base. L'utilisateur peut également changer la croix directionnelle de base par une sorte de pad de forme circulaire. Grâce à un logiciel, toutes les sensibilités peuvent être réglées selon les souhaits de l'utilisateur.
La manette de la Xbox One S est améliorée. L’arrière est micro-perforé pour offrir un confort d'utilisation et les joysticks ont été améliorés en endurance. On peut noter une portée Wi-Fi plus importante et l'intégration du Bluetooth.

### Xbox Adaptive Controller
Le Xbox Adaptive Controller (XAC, manette adaptative Xbox en français) est un contrôleur de jeu vidéo conçu par Microsoft pour Windows et les consoles de jeux vidéo Xbox One et Xbox Series. Le contrôleur a été conçu pour les personnes handicapées afin de rendre le contrôle de la console et des jeux vidéo plus accessible.

### Kinect

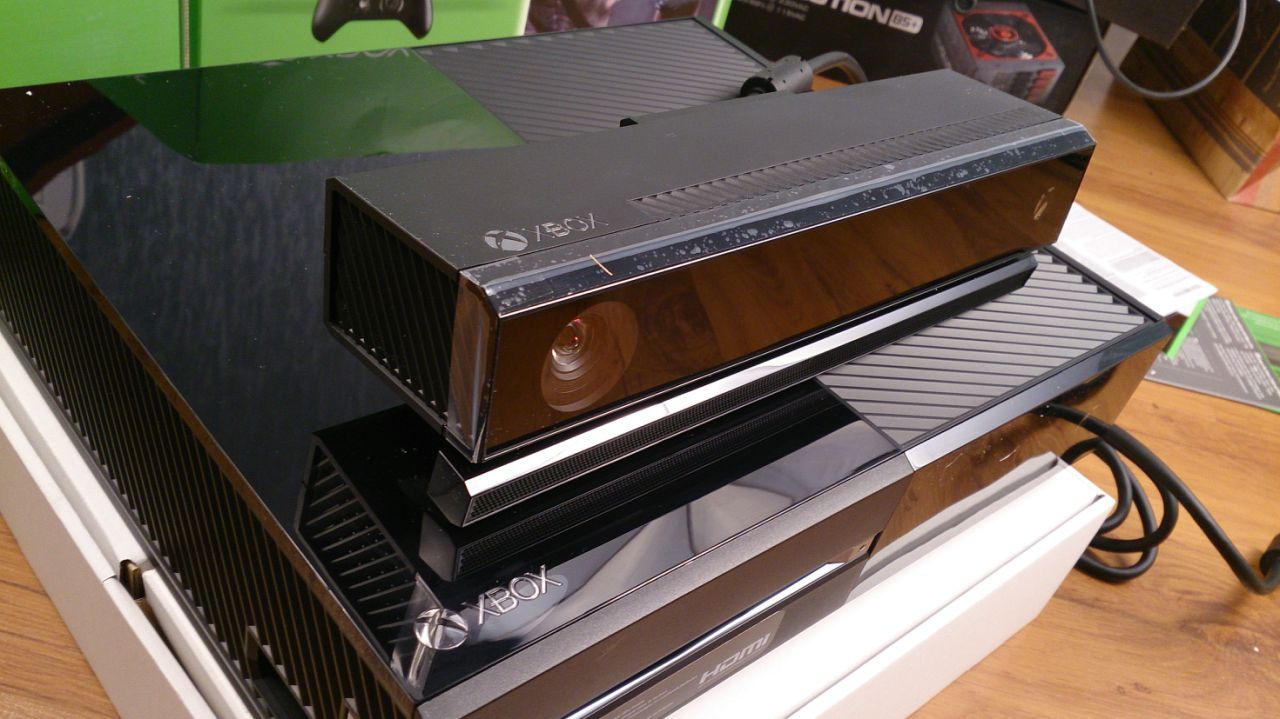
Kinect 2 posé sur une Xbox One.

Au départ inclus dans chaque pack de la console, le périphérique Kinect 2 est commercialisé séparément à partir d'octobre 2014 après l'annonce d'un modèle de la Xbox One vendu sans Kinect. Le périphérique devait à l'origine être connecté en permanence pour que la Xbox One puisse fonctionner, mais à la suite des protestations des joueurs, Microsoft se ravise et ne rend pas le périphérique obligatoire.
Cette nouvelle version dotée d'une caméra de 1080p, peut gérer 2 Go de données chaque seconde. 
Multitâche, il permet à l'utilisateur de commander vocalement plusieurs applications fonctionnant en même temps (télévision, vidéo, Internet, Skype…). On peut demander à la console de s'allumer vocalement en disant « Xbox Démarrez ». Avec le futur système d'exploitation de la Xbox One basé sur Windows 10, quelques mois après sa sortie arrivera Cortana qui comprendra les commandes vocales.
Le périphérique est capable de distinguer les doigts du joueur. Microsoft annonce que la précision est trois fois plus fidèle que sur son premier modèle. Six personnes peuvent être détectées simultanément. La console peut identifier les joueurs par le biais d'une reconnaissance faciale et déterminer qui tient quelle manette, elle permet aussi de savoir si le joueur regarde l'écran ou s'il parle.
En outre, le périphérique peut représenter les forces exercées par le corps, notamment lorsqu'un coup de poing est donné, la caméra est capable de retranscrire sa puissance fidèlement. Le rythme cardiaque peut également être détecté par Kinect grâce à une analyse du visage de l'utilisateur. Le tarif seul de la caméra est de 150 €.
Kinect était l'une des étapes du développement du casque holographique de Microsoft HoloLens, dont la caméra a été reprise sur le casque.
Mais Microsoft changea sa stratégie, qui soutenait que Kinect était indissociable de la console et vendit la console seule en 2014 pour s'aligner sur la Playstation 4. Beaucoup virent les prémices d'un abandon quand la Xbox One S est présentée, sans le port Kinect, nécessitant un adaptateur, dont les modalités de remboursement sont raillés comme restrictives. Le périphérique et l'adaptateur cessèrent d'être produits à l'automne 2017

## Système d'exploitation
La console fonctionne grâce à un triple système d'exploitation développé par Microsoft. Ceux-ci sont régulièrement mis à jour au démarrage de la console ou pendant sa veille selon le mode de consommation configuré par l'utilisateur[réf. nécessaire]. À partir de décembre 2015, la console est mise à jour vers une version modifiée de Windows 10 du nom de OneCore.

### Le Host OS
Ce système est basique et s'occupe principalement de faire tourner la console en distribuant les tâches aux différents composants en plus de gérer la sécurité (les autorisations de lancement des programmes)[réf. nécessaire].

### Windows 8 - Shared partition
Windows 8 se charge de l'audio, des fonctionnalités réseau, des applications partagées (Blu-Ray, TV, etc), de l'interface et de l'habillage graphique[réf. nécessaire].

### Windows 8 - Exclusive OS
Exclusive OS se charge du lancement des jeux[réf. nécessaire].

### OneCore
OneCore est le système d'exploitation de la Xbox One à partir de fin 2015, il est basé sur Windows 10. La version publique est disponible depuis décembre 2015. Initialement la sortie de OneCore était prévue pour novembre 2015 mais pour avoir le temps de corriger tous les bugs, sa sortie a été repoussée à décembre 2015. OneCore est jusqu'à 50 % plus rapide que le système d'exploitation précédent selon Microsoft.

## Jeux et services

### Jeux vidéo
Avant juin 2015, la Xbox One n'était pas rétrocompatible. Selon Marc Whitten, vice-président du Xbox Live, les jeux Xbox 360 ne sont pas compatibles avec la nouvelle console en raison des architectures trop différentes et du coût que cela engendrerait mais selon lui le nuage pourrait offrir cette rétrocompatibilité dans quelques années. La console n'est pas zonée.
À partir de juin 2015 pour les membres Preview puis à partir du 12 novembre 2015 pour tout le monde, la Xbox One est rétrocompatible. Les jeux de la console Xbox 360 peuvent donc fonctionner sur la Xbox One qui émule le système d'exploitation de cette dernière. Tous les jeux de la Xbox 360 ne font pas partie de la liste des jeux rétrocompatibles.
En août 2015, Phil Spencer, directeur de Microsoft Studios et chef de la division Xbox, annonce que certains jeux de la première Xbox pourraient devenir rétrocompatibles, ce qui se réalise pendant la conférence de Microsoft à l'E3 2017

### Nuage informatique
La Xbox One devait à l'origine bénéficier d'un service de cloud computing qui aurait fait évoluer la console en faisant faire les calculs nécessaires à l’exécution des jeux à des serveurs Xbox Live.
Certains jeux, principalement ceux de Microsoft, permettent l'enregistrement des données dans le nuage. Cela leur permet notamment de continuer son jeu sur différents appareils Windows 10 et Xbox One.

### Second écran et streaming
Xbox SmartGlass était une application permettant à des périphériques mobiles (Windows Phone, Windows 8, iOS et Androïd) d'être utilisé comme un dispositif de compagnon pour la Xbox One. Par exemple, il était possible d'utiliser son périphérique pour servir de télécommande, lire les messages, acheter du contenu et certains jeux exploitaient le double écran (permis par le mobile) pour compléter l'expérience de jeu.
Sur Windows 10, l'application SmartGlass est remplacée par l'Application Xbox (renommée en mai 2019 Compagnon de la console Xbox), qui apporte le streaming de jeux de la Xbox One sur les PC et des Tablettes exécutant Windows 10. Les jeux exigeant Kinect ne sont pas supportés, tandis que le Jeu DVR et en ligne en continu n'est pas disponible en utilisant cette fonctionnalité.

### Xbox Network
L'accès au réseau Xbox sur Xbox One est disponible dans treize pays à son lancement :
Disponible au lancement :
- Allemagne
- Australie
- Autriche
- Brésil
- Canada
- Espagne
- États-Unis
- France
- Irlande
- Italie
- Nouvelle-Zélande
- Mexique
- Royaume-Uni

Disponible en septembre 2014 :
- Afrique du Sud
- Algérie
- Arabie saoudite
- Argentine
- Belgique
- Chili
- Colombie
- Corée du Sud
- Chine
- Danemark
- Émirats arabes unis
- Finlande
- Grèce
- Hong Kong
- Hongrie
- Inde
- Israël
- Japon
- Norvège
- Pays-Bas
- Pologne
- Portugal
- République tchèque
- Russie
- Singapour
- Slovaquie
- Suède
- Suisse
- Taïwan
- Turquie

### Enregistrement et partage
La console permet à tout instant de capturer une session de jeu en cours par le biais d'une commande vocale. Le système est en mesure d'analyser les temps forts d'une partie (plusieurs tirs dans la tête d'affilée, K.O sur un adversaire en combat…) afin d'en enregistrer la prouesse. Les enregistrements sont stockés sur le disque dur, et peuvent être partagés sur le réseau Xbox ou YouTube.

### Développement indépendant
Toutes les versions de la Xbox One permettent de développer et de publier soi-même des jeux vidéo sur le réseau Xbox. Cette fonctionnalité est disponible depuis 2014.

## Ventes
Le 22 novembre 2013, Microsoft annonce avoir vendu un million de consoles dans les premières 24 heures de mise sur le marché. La Xbox One est la console la plus vendue lors du Black Friday aux États-Unis. Le 11 décembre 2013, Microsoft annonce qu'environ deux millions d'unités ont été vendues durant les dix-huit premiers jours de commercialisation. Le 6 janvier 2014, la firme dévoile que près de trois millions de consoles ont été vendues dans le monde en 2013. Pour l'année 2013, en France, la Xbox One s'est vendue à hauteur de 126 201 exemplaires. Pour l'année 2015, 298 000 exemplaires sont vendus en France, pour un total de 715 000 consoles vendus en date au pays.
Le 18 avril 2014 Microsoft annonce avoir distribué cinq millions d'exemplaires de la Xbox One depuis son lancement. Ce n'est que deux mois plus tard qu'un bond notable a été enregistré sur le nombre de consoles vendues. À la suite de la mise sur le marché en juin de la console dénuée de sa Kinect pour 100 $ de moins, Microsoft annonce avoir doublé ses ventes par rapport au mois de mai aux États-Unis. En novembre 2014, les dix millions d'unités vendus à travers le monde sont dépassés. Ces chiffres sont les dernières données officielles partagées par Microsoft, depuis leur décision en octobre 2015 de mettre davantage l'accent sur le niveau d'engagement des utilisateurs de Xbox Live.
Selon un reportage de la chaîne d’information financière CNBC, les ventes mondiales de la Xbox One sont estimées d'avoir atteint les 46,9 millions d'exemplaires en date du second trimestre de 2019. Environ 0,3 % de ce montant serait en provenance du Japon.

## Controverses

### Restrictions
Peu après la présentation de la console le 21 mai 2013 et les différentes annonces de Microsoft, les restrictions liées aux jeux d'occasion, l'obligation d'une connexion à internet pour une vérification en ligne toutes les vingt-quatre heures afin que les jeux puissent être lus, et les questions de confidentialité liées à Kinect, suscitent des inquiétudes parmi les sites d'actualité informatique et de jeux vidéo,. Elles sont cependant officiellement abandonnées par Microsoft, la semaine suivant l'E3 2013.

### Données personnelles
Du fait d'une connexion obligatoire et ininterrompue du Kinect 2, plusieurs sites d'information sur l'actualité informatique s'alarment quant à un potentiel espionnage par la caméra du périphérique,.
Ainsi, PC INpact, met en évidence le fait que Kinect soit toujours allumé afin qu'une personne pénétrant dans la pièce puisse dire « Xbox on » pour provoquer l’allumage de la console, ce qui suppose que le périphérique soit sur le qui-vive de manière permanente. Le site s’interroge alors d'un risque pour le respect de la vie privée.
Le site 01net.com s'inquiète quant à lui des données biométriques captées par Kinect, et énonce notamment une note explicative de Microsoft qui admet qu’une partie de ces données est transférée par liaison internet dans ses datacenters pour y être stockée durant trois mois à des fins d'analyse. Le site annonce qu'un risque au niveau des données personnelles est réel, arguant qu'avec les systèmes informatiques : « personne n’est jamais à l’abri d’une faille, d’un bogue ou d’une intrusion ».
À la suite de ces questions soulevées par la presse spécialisée, Microsoft déclare comprendre « que vos données personnelles et votre vie privée sont importantes » et s'engage à demander l'autorisation des utilisateurs avant d'en récupérer les données. Le constructeur promet que Kinect n'enregistra pas les conversations selon que la console soit activée ou en veille.
Cependant le 6 juin 2013, le Washington Post rend public le programme d'espionnage de la NSA et du FBI nommé PRISM, qui permet à ces deux agences gouvernementales d'accéder directement aux données vidéos, audios, conversations par internet et documents de neuf sociétés majeures de l'internet dont Microsoft (qui fut la première société intégrée au projet à partir du 11 septembre 2007), la question de l'espionnage par un organisme extérieur sur la Xbox One peut légitimement rester posée.

### Promotion commerciale
En janvier 2014, Microsoft aurait négocié un accord commercial avec Machinima, fournisseur de contenu sur YouTube, pour garantir une contrepartie financière en cas de promotion avantageuse pour la Xbox One, avec comme seule condition que l'accord reste confidentiel. Révélée par Ars Technica, l'information corrobore les fuites du site iGR, qui mettait en lumière les consignes données par Machinima à ses « partenaires influents ».
Le paiement alors établi sur une base de 3 dollars de prime pour mille affichages était valable pour tous les créateurs de contenu qui fournissaient au minimum 30 secondes de vidéo tournant sur Xbox One lors des deux premières minutes de leur programme, et titré avec la mention « XB1M13 » pour faciliter leur repérage.
Les conditions rendues publiques sur Pastebin dévoilent que les « influenceurs » devaient s'engager à « ne pas porter atteinte à Machinima, la Xbox One ou n'importe lequel de ses jeux ». Ars Technica rappelle qu'une telle connivence entre le contracteur et le diffuseur à l'insu du public pourrait porter atteinte aux consignes telles qu'elles ont été édictées par la Federal Trade Commission.